# Томас Минцер
Томас Минцер (Столберг, између 1489. и 1493. —  Милхаузен, 1525.) био је немачки свештеник током реформације, ученик и следбеник Мартина Лутера и један од вођа Немачког сељачког рата. Био је ухваћен и глава му је одрубљена у Милхаузену 27. маја 1525. године.

## Рани живот
Рођен је у малом немачком граду Столбергу, тачна година његовог рођења није утврђена (између 1489. и 1493. године). О самом његовом пореклу нема поузданих података. Каријеру је започео као наставник латинског у школи у Халеu, где је држао проповеди против магдебуршког архиепископа и уопште против црквеног уређења. Због тога је био прогнан и у периоду од 1515. до 1520. године је често морао да мења место боравка. У град Цвикау је дошао 1520. године и тамо је ступио у контакт са представницима анабаптистичке секте, са којима је припремао устанак против тамошњег градског већа. Побуна је била неуспешна и Минцер је ускоро морао да напусти овај град. Од 1522. године живeo je у Тирингији, где 1524. године народне масе, после једне његове проповеди, руше капелу у околини Алештата. То изазива гнев и незадовољство саксонских кнежева и самог курфиста у Алештату, који је издао наређење да се Минцер ухапси. Mеђутим, огроман број рудара из околних насеља је успео то да спречи. Минцер је убрзо након тога објавио своје револуционарно дело Разобличење лажне вере.

## Минцерово учење
Минцерово учење постаје револуционарна доктрина, са циљем извршења социјалног преврата. Одбацио је Свето писмо као основ црквеног учења, сматрајући да само крштење треба да доведе изабране у додир са Светим Духом. Проповедао је вечни споразум изабраних са Богом, а сматрао је да изабрани могу бити само сиромашни и духовно необразовани, којима за циљ треба да буде да изведу „потпуну реформацију”. Такви ставови доводе Минцера у сукоб са Лутером, иако је у почетку био његов следбеник. У Минцеровим учењима и проповедима мешају се теологија и социјална стремљења, тежња ка обнови правог и истинског хришћанства какво је постојало у ранохришћанском периоду, треба да донесе бољи живот и повратак старим добрим временима.

## Минцер и Немачки сељачки рат
Након избијања Немачког сељачког рата, Минцер и Лутер долазе у директан сукоб. У том рату Лутер стаје на страну кнежева, нападајући само црквени феудализам, док Минцер напада целокупни феудални поредак, одбацује класно друштво и лично учествује у побуни немачких сељака. Тиме њихов сукоб постаје не само теолошки, већ и класни. Док Лутер потпуно стаје уз световну власт и на страну племства, што се отворено види у његовом памфлету Против мучких и лоповских банди сељака, Минцер са друге стране, сељаке назива „изабранима“, који ће извршити социјални преврат и донети друштвену једнакост. У току избијања масовне побуне сељака, Минцер је путовао и проповедао по читавој горњој Немачкој, стекавши нове следбенике. Његове присталице, крајем 1524. или почетком 1525. године, састављају Писмо са тезама, у којем као чиљ означавају стварање хришћанског савеза, док се у централној тачки програма (О замковима, манастирима и свештеничким парохијама) објављује да је мир са племством и свештенством могућ само уколико се ови одрекну својих привилегија и имовине, и почну живети као и сви остали људи.Минцер се фебруара 1525. године враћа у Тирингију, у град Милхаузен, где убрзо са својим присталицама преузима власт. Минцеров план био је да од Тирингије направи револуциони центар целе северне Немачке, међутим његови планови да централизује покрет били су неуспешни, а сељачки одреди под његовом командом били слабо обучени и недисциплиновани. И поред велике енергије коју је уложио, Минцер није успео да организује одбрану, његове идеје и планове велики број људи уопште није схватао, као ни озбиљност саме ситуације. Такође, локално племство је понудило преговоре, са циљем да се одуговлачи што је дуже могуће док им у помоћ не стигне војска саксонских кнежева. Сељаци су били склонији да прихвате преговоре, док их је Минцер одлучно одбијао. На крају, Минцеров одред био је употпуности потучен у бици код Франкенхаузена, а сам Минцер био је заробљен. Након заробљавања, био је мучен од стране кнежева и лутерових присталица, али није одао ни једног члана своје организације и убрзо након тога је погубљен.